# Stockwell (Metropolitano de Londres)
Stockwell é uma estação que pertence ao sistema de metropolitano da Cidade de Londres. Foi nesta estação que, em 22 de Julho de 2005, o brasileiro Jean Charles de Menezes foi morto erroneamente pela polícia londrina.

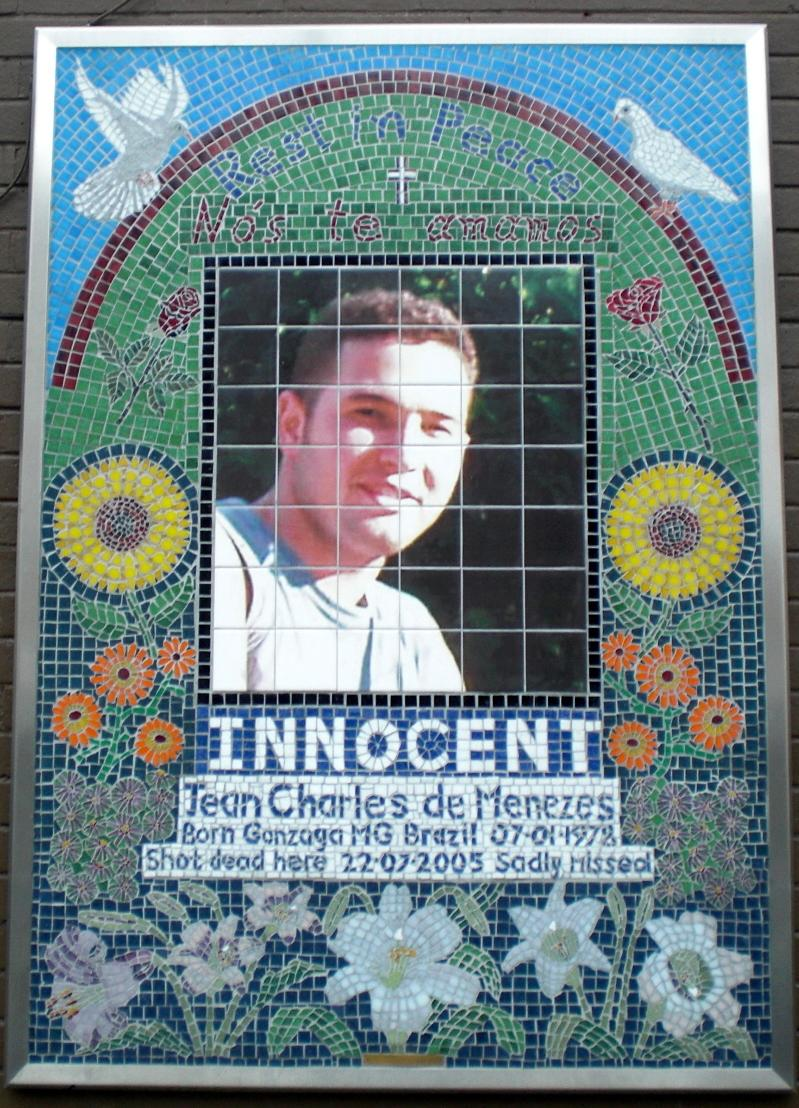
Mosaico em homenagem a Jean Charles de Menezes no exterior da estação Stockwell

## História
A estação Stockwell foi inaugurada cerimonialmente em 4 de novembro de 1890 pelo Príncipe de Gales (mais tarde Rei Eduardo VII), como a estação mais ao sul da City and South London Railway (C&SLR) – A primeira ferrovia tubular de nível profundo bem-sucedida de Londres. Os serviços de passageiros começaram pouco mais de um mês depois, em 18 de dezembro.
A estação foi construída com uma plataforma de ilha única com trilhos em ambos os lados, um arranjo que hoje raramente é usado no subsolo na rede, mas que ainda existe na Clapham North e Clapham Common. A plataforma original de Stockwell ficava mais ao norte do que as novas, e os trens passam por ela hoje. O outro terminal da linha C&SLR era a King William Street na Cidade de Londres. Em 3 de junho de 1900, quando uma extensão para Clapham Common foi inaugurada, Stockwell deixou de ser um terminal. Um lance de escadas na extremidade sul da plataforma também foi adicionado para levar os passageiros a um metrô que passava pelo novo túnel no sentido norte e se juntava ao poço do elevador em um nível superior.